# Dönhoff
Dönhoff är en adelsfamilj som kom med Tyska orden till Baltikum under 1300-talet. Ätten var friherrlig och upphöjdes 1633 till riksgrevlig status. 1637 upphöjdes en omkring 1750 utslocknad gren till furstligt stånd. En gren av familjen bosatte sig i Ostpreussen och hade Schloss Friedrichstein utanför Königsberg i sin ägo 1666–1945.

## Kända medlemmar av ätten
- Sophie von Dönhoff (1768–1834)
- August von Dönhoff (1797–1874)
- Marion Dönhoff (1909–2002)